# Rhodiola imbricata
Rhodiola imbricata là một loài thực vật có hoa trong họ Crassulaceae. Loài này được Edgew. miêu tả khoa học đầu tiên năm 1846.